# Székelylengyelfalva
Székelylengyelfalva (1899-ig Lengyelfalva, románul Polonița) falu Romániában Hargita megyében.

## Fekvése
A falu Székelyudvarhely szomszédságában, attól 5 km-re a Lengyelfalvi-patak mellett, annak szűk völgyében fekszik.

## Története
Székelylengyelfalva első említése 1333-ból származik,1505-ben Lengyelfalva néven jelentkezik az okiratokban (C. Suciu: Dicţionar istoric.), 1567-ben a regestrum 8 kapuval jegyzi. Árpádházi Szent Erzsébet-templomát 1802-ben készítették el a régi 1500-ban épített gótikus templom helyett amit a rossz állapota miatt a 18. század végén lebontottak.

## Lakossága
1910-ben mind az 503 lakosa magyar volt, illetve 469 fő római katolikus, 23 fő református, 10 fő unitárius és 1 fő izraelita volt.
1930-ban 414 lakosából mind magyar volt, 376 fő római katolikus, 19 fő református és 19 fő unitárius volt.
1941-ben 493 lakosából mind magyar volt, 452 fő római katolikus, 31 fő református, 1 fő evangélikus és 9 fő unitárius volt.
1992-ben 312 lakosából 311 magyar és 1 német volt. 294 fő római katolikus, 12 fő református és 6 fő unitárius volt.
2002-ben 319 lakosából 315 magyar volt, 4 fő nem válaszolt. 288 fő római katolikus, 21 fő református volt, 10 fő nem válaszolt.
2011-ben 334 lakosából 325 magyar és 6 román volt, 3 fő "nem nyilatkozott".

## Híres emberek
Itt született 1829. február 3-án Orbán Balázs, a Székelyföld nagy tudósa és leírója. Szülőházának már csak alapjai látszanak az 1912-ben épült iskolaépület mellett, ugyanis 1910-ben lebontották.
Szüleinek sírja az iskola feletti Orbán-kertben látható.